# Västeralnö
Västeralnö ist ein Weiler in der Gemeinde Örnsköldsvik der Provinz Västernorrlands län sowie der historischen Provinz (landskap) Ångermanland. Der Weiler liegt zirka 15 Kilometer nordwestlich von Örnsköldsvik am Ostufer des Moälven, kurz vor dessen Ausfluss in die Happstafjärden. Früher besaß der Ort einen Haltepunkt an der Bahnstrecke Mellansel–Örnsköldsvik.
Einwohnerzahlen werden vom Statistiska centralbyrån nicht bekanntgegeben, da die Zahlen immer unter fünfzig lagen.

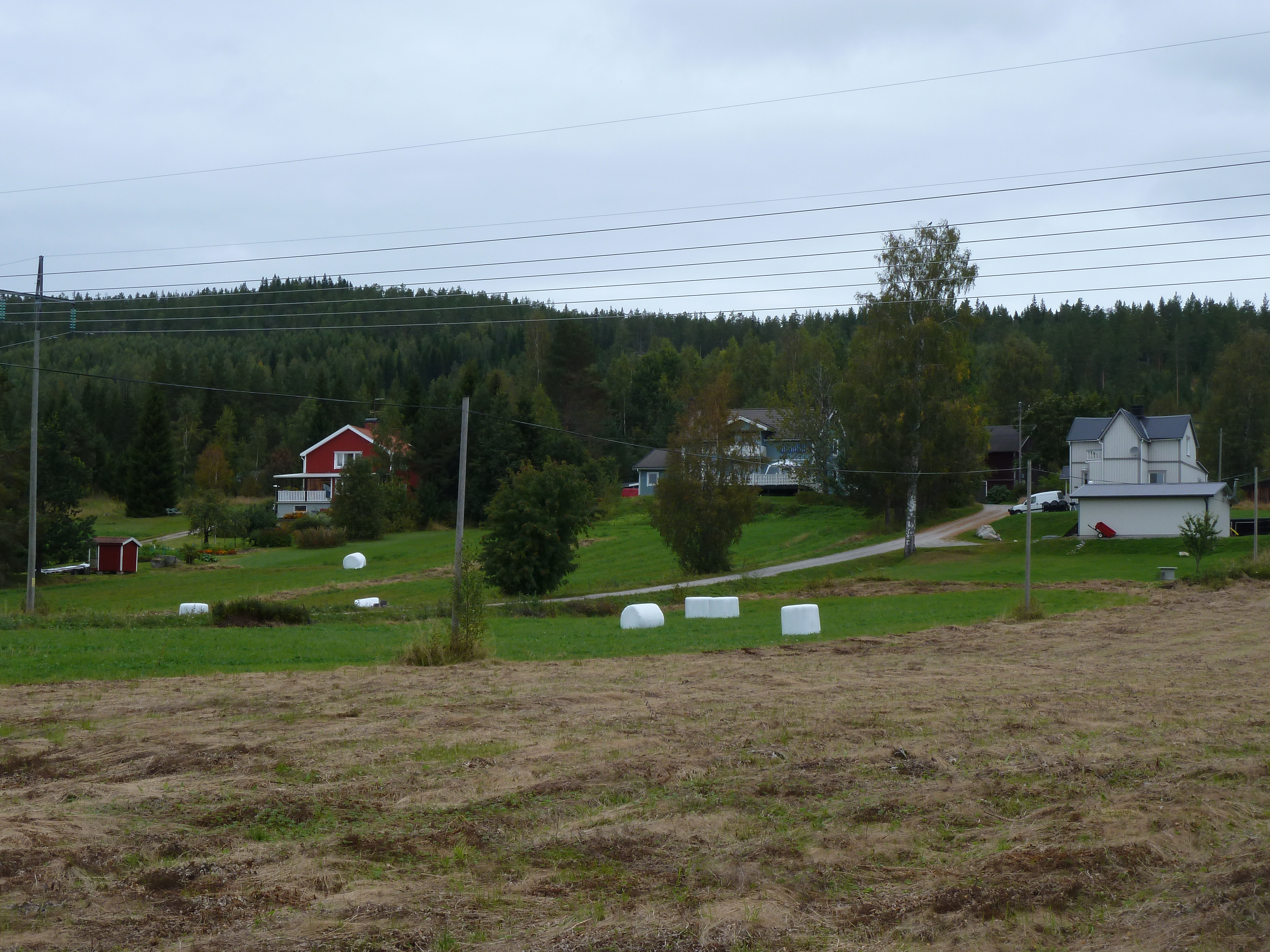
Västeralnö